# Winthemia ikezakii
Winthemia ikezakii är en tvåvingeart som beskrevs av Hiroshi Shima 1996. Winthemia ikezakii ingår i släktet Winthemia och familjen parasitflugor. Inga underarter finns listade i Catalogue of Life.